# گرسروردورف
شهر گرسروردورفدر ایالت زاکسن در کشور آلمان واقع شده‌است.